# 三村優果
三村 優果（みむら ゆうか、1999年12月1日 - ）は、兵庫県加古郡稲美町出身の卓球選手。稲美町立天満小学校、明徳義塾中学校・高等学校、卒業後は日本リーグのサンリツに入部。
Tリーグは木下アビエル神奈川を経てトップおとめピンポンズ名古屋所属。父の名前は三村知己。小さな時から卓球に携わっており父の三村知己が指導者として今も経営を続けている

## 略歴
4歳の時から卓球を始め、5歳で全日本卓球選手権大会バンビの部兵庫県予選で優勝し、MBSで「天才卓球少女」「愛ちゃん二世」としてとりあげられた。
幼いころの福原愛と対照的で、負けても笑顔であった。その後、上の妹三村梨奈とともにFNNスーパーニュースアンカーにも登場した。
平成18年度の全日本卓球選手権大会バンビの部では、6歳ながら準優勝し、同選手権での好成績もあって、ホープスナショナルチーム（HNT）に史上最年少となる7歳でメンバー入りした。
その後、明徳義塾中学校・高等学校に進学し、2013年は13歳以下カデットの部女子シングル5位になるなどし、全日本卓球選手権大会（カデットの部）女子ダブルス2位で表彰を受ける。2015年は、同校の強豪を倒し女子シングルスの県大会優勝などした。

## 人物
妹が2人おり、上の妹 三村梨奈も卓球選手。昨年度（6歳）の全日本バンビの部では、ベスト16。
国体、インターハイでベスト8に入ったことのある父が卓球教室を開いており、家には姉妹専用の卓球場もある。